# Bokermannohyla juiju
A Bokermannohyla juiju a kétéltűek (Amphibia) osztályának békák (Anura) rendjébe és a levelibéka-félék (Hylidae) családjába tartozó faj. A fajt 2009-ben fedezték fel.

## Előfordulása
A faj Brazília endemikus faja, az ország északkeleti részén, Bahia államban él. A Bokermannohyla martinsi csoport többi tagjától karcsú teste (a Bokermannohyla langei és a Bokermannohyla martinsi meglehetősen robusztus), a nem osztott prepollex, a hallószerv nagy mérete és keresztirányú dőlésszöge, a combok belső felületén a sötét csíkok hiánya és a hallószerv előtti redő alakja különbözteti meg.